# Eriophorum
Eriophorum és un gènere botànic de plantes amb flors que pertany a la família Ciperàcia. Es troben a través de les zones de clima temperat de l'Hemisferi Nord en terres àcides de torbera.
Destaca per tenir els fruits envoltats pel que aparentment sembla una mena de cotó.
És particularment abundant a la tundra àrtica.
Les aproximadament 25 espècies d'aques gènere adopten la forma d'herbàcies perennes amb fulles primes de tipus herbaci. La substància cotonosa, amb les llavors adherides, és dispersada pel vent.

## Algunes espècies
- Eriophorum altaicum Meinsh.
- Eriophorum angustifolium Honck.
- Eriophorum brachyantherum Trautv. & C.A.Mey.
- Eriophorum callitrix Cham. ex C.A.Mey.
- Eriophorum chamissonis C.A.Mey.
- Eriophorum comosum (Wall.) Wall. ex C.B.Clarke
- Eriophorum crinigerum (A.Gray) Beetle
- Eriophorum gracile W.D.J.Koch ex Roth
- Eriophorum japonicum Maxim.
- Eriophorum latifolium Hoppe
- Eriophorum microstachyum Boeck.
- Eriophorum russeolum Fr. ex Hartm.
- Eriophorum scheuchzeri Hoppe
- Eriophorum tenellum Nutt.
- Eriophorum vaginatum L.
- Eriophorum virginicum L.
- Eriophorum viridicarinatum (Engelm.) Fern.

Fonts:
icarinatum (Engelm.) Fern. (Thinleaf Cottongrass)
Sources:icarinatum'' (Engelm.) Fern. (Thinleaf Cottongrass)
Sources:icarinatum (Engelm.) Fern. (Thinleaf Cottongrass)
Fonts: